# Rikke Madsen
 Rikke Marie Madsen (Dinamarca; 9 de agosto de 1997) es una futbolista danesa. Juega como atacante y su equipo actual es el Vålerenga IF de la Toppserien y forma parte de la selección de fútbol femenino de Dinamarca.

## Carrera
Se cambió en junio de 2019 al Vålerenga IF, después de varios años en la liga danesa.

## Selección nacional
Marcó su primer gol internacional con Dinamarca, el 12 de noviembre de 2019, en un partido de Clasificación para la Eurocopa Femenina 2021 contra Georgia.